# Handley Page H.P.42
Les Handley Page H.P.42 et H.P.45 sont des long-courriers biplans quadrimoteurs britanniques, conçus en 1928 par Handley Page (basé à Radlett, dans le Hertfordshire), à la demande de la compagnie Imperial Airways.
Huit avions sont construits, quatre du type H.P.42 et quatre du type H.P.45, et tous sont baptisés, leurs noms commençant par la lettre « H ». L'un d'eux est détruit lors de l'incendie de son hangar en 1937, mais les autres sont utilisés par la Royal Air Force au début de la Seconde Guerre mondiale. Aucun décès civil n'a été à déplorer lors du service commercial de ces appareils, ce qui n'était pas courant à l'époque. Le dernier exemplaire est toutefois retiré du service et détruit en 1940.

## Conception
Le H.P.42 est conçu pour les vols sur de longues distances vers l'Asie (Indes et Afrique du Sud ; ils étaient basés au Caire), et son jumeau H.P.45 pour l'Europe, ce qui leur vaut les appellations H.P.42E (E pour « Eastern »), et H.P.42W (W pour « Western », c'est-à-dire l'Europe) de la part d'Imperial Airways. La désignation H.P.45 est celle de Handley Page, elle est en fait peu utilisée. Une autre désignation est due à la tradition voulant que le nom du premier exemplaire d'une série lui donne son nom générique : les H.P.42W sont donc aussi la Classe Heracles, et les H.P.42E la Classe Hannibal.
L'avion est un grand biplan construit en métal, à l'exception du tissu recouvrant les ailes, les gouvernes et l'arrière du fuselage. Les ailes sont haubanées par des poutres en treillis de type Warren, et l'empennage arrière est constitué de trois dérives placées entre deux ailerons horizontaux. Le modèle H.P.42 est propulsé par quatre moteurs en étoile Bristol Jupiter XIF de 490 ch chacun, et le modèle H.P.45 par quatre Bristol Jupiter XFBM turbocompressés de 555 ch, plus gourmands mais toutefois plus puissants. Deux des moteurs sont montés sur l'aile supérieure au-dessus du fuselage, les deux autres sur l'aile inférieure, de chaque côté du fuselage.
Une soute à bagages se trouve à l'arrière, et une cloison sépare le cockpit des deux cabines, qui sont placées devant et derrière l'emplanture de l'aile. Dans le modèle H.P.42, la cabine avant peut contenir six (puis douze) passagers, celle de l'arrière en contient douze. Le modèle H.P.45 sacrifie une partie de la soute à bagages pour augmenter la taille des compartiments à 18 sièges à l'avant et 20 à l'arrière. Il est le premier avion à avoir des compartiments insonorisés.

## Histoire des exemplaires
Le premier exemplaire à voler est le G-AAGX, nommé Hannibal, le 14 novembre 1930, piloté par Thomas Harold England. Le certificat de navigabilité est donné en mai 1931, et le premier vol commercial est effectué le 11 juin de la même année.
Lorsque les H.P.42 sont retirés du service civil à la fin des années 1930, pour être affectés à la Royal Air Force, ils ont volé une décennie sans accident.

### H.P.42 G-AAGXHannibal
Le nom du premier appareil provient du général carthaginois Hannibal Barca. Il disparaît au-dessus du golfe d'Oman alors qu'il était utilisé par la RAF, le 1er mars 1940, avec huit personnes à son bord.

### H.P.42 G-AAUCHorsa

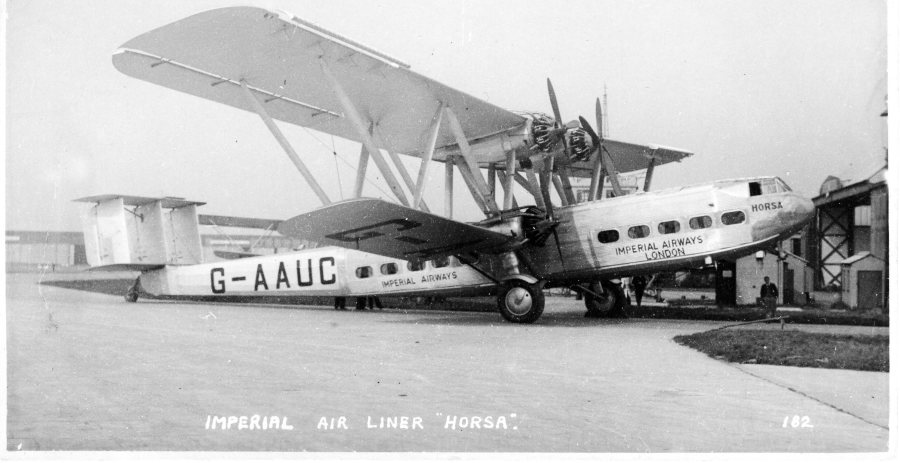
Le Horsa.

Il est d'abord nommé Hecate, du nom de la déesse grecque, puis est rebaptisé Horsa, du nom du conquérant Danois de la Grande-Bretagne, frère de Hengist. Son premier vol date du 11 septembre 1931, puis, au début de la Seconde Guerre mondiale, il est intégré à l'escadrille 271 de la RAF. Il est détruit par le feu le 7 août 1940, après un atterrissage forcé à Moresby Park, près de Whitehavenmores, dans le Cumberland.

### H.P.42 G-AAUDHanno
Il est nommé d'après le navigateur carthaginois Hannon, qui a exploré la côté atlantique de l'Afrique vers 570 av. J.-C. Son premier vol date du 19 juillet 1931, puis, au début de la Seconde Guerre mondiale, il est intégré à l'escadrille 271 de la RAF. Le 19 mars 1940, lors d'une tempête à l'aéroport de Whitchurch près de Bristol, il entre en collision avec le Heracles ; les dégâts provoqués les rendent irréparables tous les deux.

### H.P.42 G-AAUEHadrian
Il est nommé d'après l'empereur romain Hadrien. Son premier vol date du 24 juin 1931, puis, au début de la Seconde Guerre mondiale, il est intégré à l'escadrille 261 de la RAF. Le 6 décembre 1940, Hadrian, après avoir rompu ses amarres lors d'une tempête, se retourne sur une voie ferrée jouxtant l'aéroport de Doncaster. L'avion est trop endommagé, il n'est pas réparé.

### H.P.45 G-AAXCHeracles

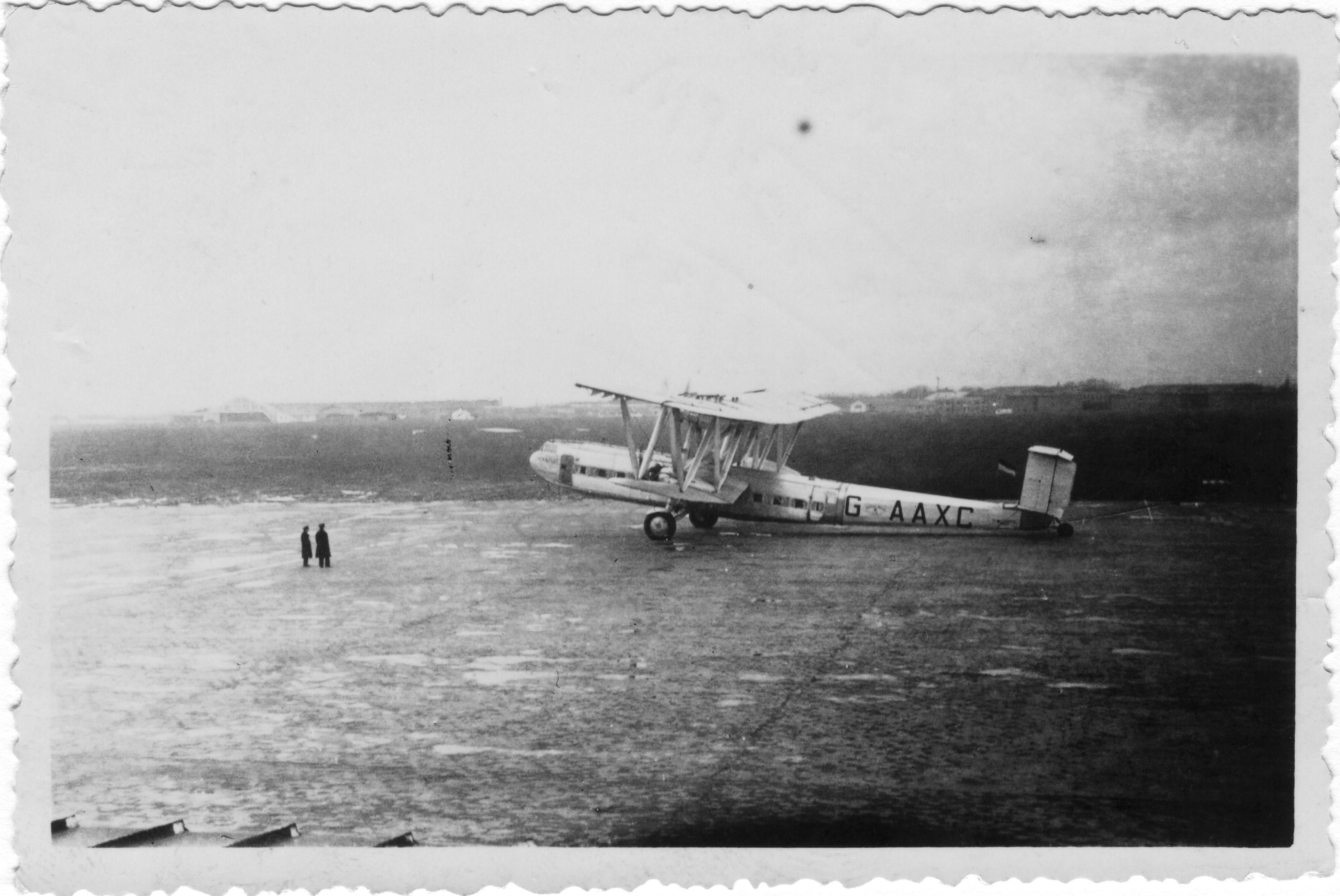
Le H.P.45 G-AAXC Heracles à l'aéroport du Bourget, en avril 1935.

Il est nommé d'après le fils de Zeus et d'Alcmène, Héraclès. Son premier vol date du 8 août 1931, puis, au début de la Seconde Guerre mondiale, il est intégré à la RAF le 3 mars 1940. Le 19 mars 1940, lors d'une tempête à l'aéroport de Whitchurch près de Bristol, il entre en collision avec le Hanno ; les dégâts provoqués les rendent irréparables tous les deux.

### H.P.45 G-AAXDHoratius
Il est nommé d'après le légendaire héros romain Horatius Coclès. Son premier vol date du 6 novembre 1931, puis, au début de la Seconde Guerre mondiale, il est intégré à la RAF. Le 7 novembre 1939, alors qu'il rentre d'une mission de transport en France, l'avion se perd, et ne trouvant pas Exeter, sa destination, il tente un atterrissage d'urgence près de Tiverton, dans le Devon. Il heurte des arbres et est détruit.

### H.P.45 G-AAXEHengist
Il est d'abord nommé Hespérides, puis est rebaptisé Hengist, du nom du conquérant Danois de la Grande-Bretagne, frère de Horsa. Son premier vol date du 8 décembre 1931, et est par la suite converti en H.P.42E. L'avion est détruit lors de l'incendie de son hangar à Karachi le 31 mai 1937, ce qui en fait le seul exemplaire à ne pas avoir connu la Seconde Guerre mondiale.

### H.P.45 G-AAXFHelena
Il est nommé d'après Hélène, la reine de Troie. Son premier vol date du 30 décembre 1931, et est par la suite converti en H.P.42E, comme Hengist. Puis, en mai 1940, il est intégré à l'escadrille 271 de la RAF. Cette même année, il subit un atterrissage difficile, et les inspections qui suivent montrent des problèmes de corrosion de la structure de l'avion. Il est démoli en 1941, l'avant du fuselage est conservé pour servir de bureau à la Royal Navy.

### Dans la fiction: H.P.45 G-AAXJHorus
Cet exemplaire de la classe Heraclès est imaginaire, et apparaît dans le cinquième album de Yoko Tsuno, Message pour l'éternité. Roger Leloup explique lui avoir fait franchir 1 700 km entre Karachi et la triple frontière de l'Afghanistan, de la Chine et de l'Union soviétique alors que son autonomie était d'environ 800 km. L'appareil se pose en catastrophe dans un cratère météoritique à cause d'un ouragan. Dans le vingt-neuvième album de Yoko Tsuno, Anges et Faucons, cet exemplaire réapparaîtra et fera un dernier voyage.

## Compagnies aériennes
- Imperial Airways
- Royal Air Force

## Galerie

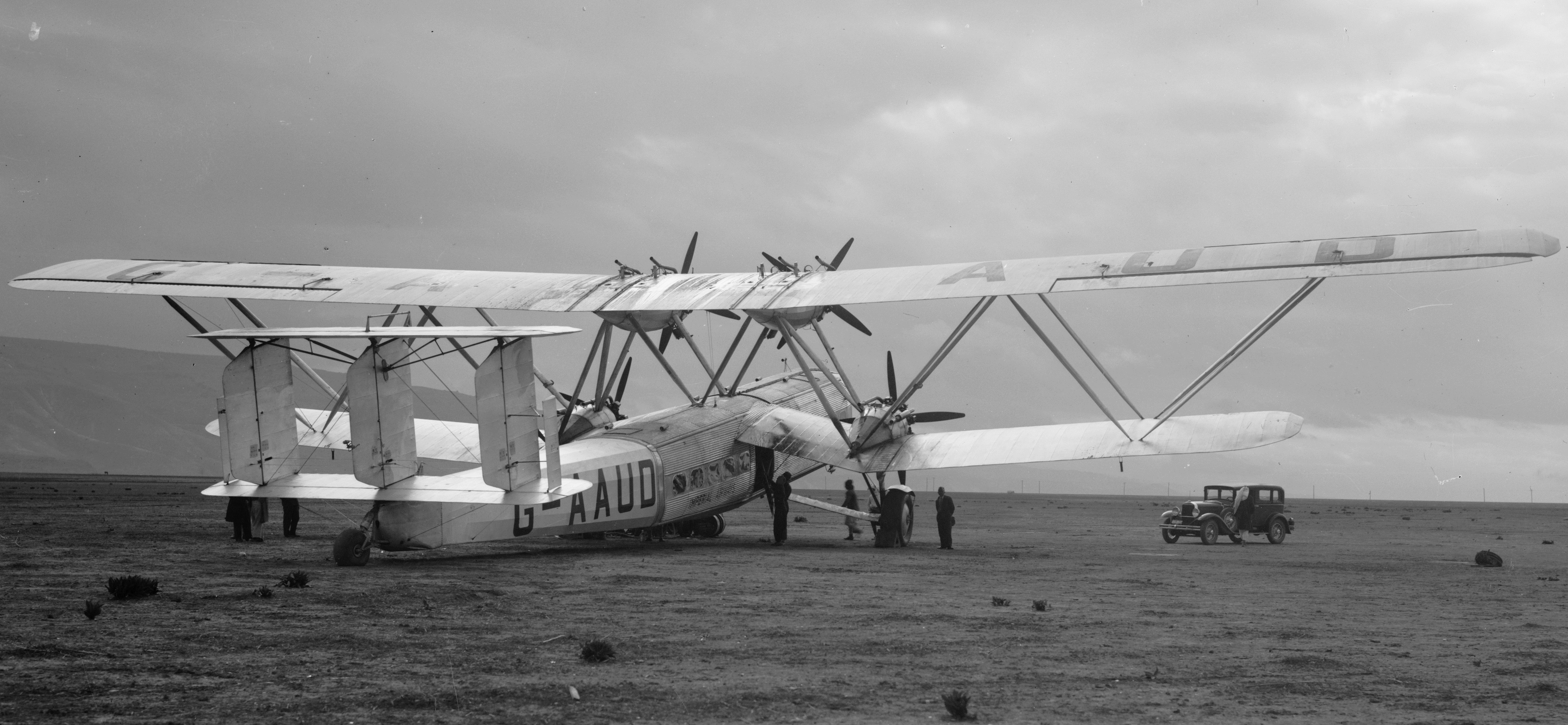
Le Handley Page Hanno prêt à décoller.
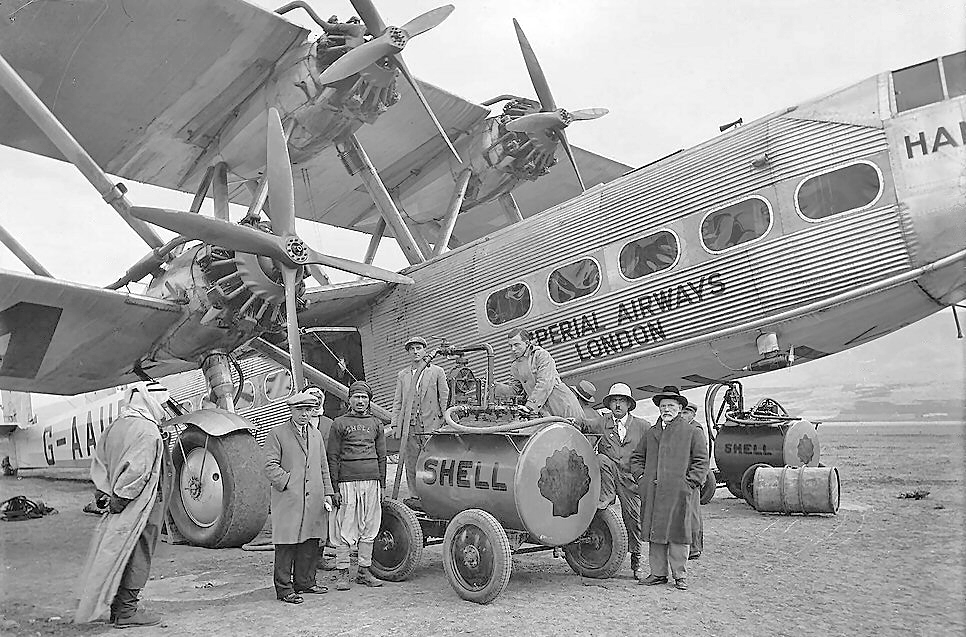
Le Hanno lors d'un ravitaillement en carburant.